# Kampochloa
Kampochloa là một chi thực vật có hoa trong họ Hòa thảo (Poaceae).

## Loài
Chi Kampochloa gồm các loài: